# 狮山街道 (珠海市)
狮山街道，是中华人民共和国广东省珠海市香洲区下辖的一个乡镇级行政单位。

## 行政区划
狮山街道下辖以下地区：胡湾社区、红旗社区（安平台）、东风社区、桃园社区、教育社区、青春社区（青春里）、幸福社区、南香社区、南坑社区、南美社区。